# Bognøy
60°36′33″N 05°04′16″Ø / 60.60917°N 5.07111°Ø
Bognøy (også kaldt Bogno eller Bongno) er en ø i den tidligere Radøy, nu  Alver kommune i Vestland fylke, i Nordhordland i Norge. Bognøy var i perioden 1871 til 1964 en del af den tidligere Herdla kommune.
Bognøy ligger som en "prop" i indsejlingen til Radøyfjorden mellem Holsnøy og Radøy, og der er trang passage i Bognøystrømmen på nord-øst-siden, og gennem Landsvikosen i syd-vest. Øen er ca. 1,5 km lang og 0,8 km bred og dens højeste punkt er 56 moh, og er omkring 75 hektar stor.
Øen var ubeboet frem til omkring 1876 da granskoven som på den tid dækkede hele øen blev brændt ned, for at øen skulle ryddes og bearbejdes til landbrugsdrift. På denne tid blev Bognøy inddelt i 7 ejendomme, hvoraf der blev anlagt landbrug på de 6. For det meste var der 10 husstande på Bognøy, men i dag er der ikke fastboende tilbage efter den sidste flyttede i 2003 pga. høj alder. Om sommeren kan Bognøy fremstå som en idyllisk ferieperle, men arealerne som tidligere var landbrugsjord er groet i natur igen. 
Der er ikke vejforbindelse til øen, men tidligere gik dampbåden fra Bergen ind til Bognøy kaj.
Der er i dag, ud for sydvest-siden, anlagt fiskeopdræt i tilknytning til Bognøy.